# Марусино (Хабаровский край)
Мару́сино — село в районе имени Лазо Хабаровского края России. Административный центр Марусинского сельского поселения.

## География
Село находится на правом берегу реки Кия, на расстоянии 28 км (по прямой) к востоку от рабочего посёлка Переяславка, административного центра района.
Дорога к селу Марусино идёт на север по мосту через реку Кия от автотрассы «Георгиевка — Петровичи».
В 2 км восточнее перекрёстка к селу Марусино на юг идёт дорога к сёлам Васильевка и Второй Сплавной Участок.
Село Соколовка стоит на Кие ниже Марусино, расстояние до него по автодороге около 8 км.

## Население
| 1992 | 2002 | 2010 | 2011 | 2012 | 2021 |
| ---- | ---- | ---- | ---- | ---- | ---- |
| 534  | ↘505 | ↘487 | ↘486 | ↘473 | ↗485 |

## Улицы
| - ул. Весенняя, - ул. Гаражная, - ул. Детсадовская, - ул. Заозёрная, - ул. Зелёная, | - ул. Набережная, - ул. Новая, - ул. Почтовая, - ул. Центральная, - пер. Школьный. |

## Экономика
Жители занимаются сельским хозяйством.